# Jules Vandenpeereboom
Jules (Julius) Henri Pierre François Vandenpeereboom, nascut a Kortrijk el 18 de març de 1843 i mort a Anderlecht el 6 de març de 1917, era un polític belga.
Membre del Partit catòlic, va representar el districte de Kortrijk a la Cambra de Representants de Bèlgica de 1878 a 1900. Va ocupar diverses cadires ministerials abans de ser primer ministre de gener a agost 1899.
Quan era ministre dels ferrocarrils, de correus i telègraf (abreujat PTT), sota el seu impuls, el 1891 va publicar els primer segell bilingüe en francès i neerlandès de Bèlgica. Va ser un primer pas cap al reconeixement del neerlandès al jove país.
Nomenat Ministre d'Estat, va representar Flandes Occidental al Senat a partir de 1900.